# Stupidi ragazzi
Stupidi ragazzi è un singolo del cantautore Italiano Achille Lauro, pubblicato il 3 novembre 2023.

## Descrizione
Il brano, scritto e prodotto dallo stesso artista con Davide Simonetta, Zef e Paolo Antonacci, cita al suo interno il personaggio immaginario cantato nel brano Billie Jean di Michael Jackson. Lauro ha raccontato il significato del brano in un'intervista rilasciata a Sky TG24:

## Video musicale
Il video, diretto da Davide Vicari, è stato pubblicato l'8 novembre 2023 sul canale YouTube del cantautore.

## Tracce
Testi di Lauro De Marinis, Davide Simonetta e Paolo Antonacci, musiche di Lauro De Marinis, Davide Simonetta, Paolo Antonacci e Stefano Tognini.
1. Stupidi ragazzi – 3:28

## Classifiche
| Classifica (2023) | Posizione massima |
| ----------------- | ----------------- |
| Italia            | 64                |